# Kate Westrup
Ethel Kate Westrup (1885–1928) foi uma artista britânica notável como pintora e ceramista.

## Biografia
Westrup nasceu e foi criada em Hornsey, no norte de Londres, numa família de pelo menos oito filhos. Não há registo de educação artística formal dada a Westrup, mas sabe-se que por volta de 1911 ela mudou-se, com sua irmã artista Emily (1870-1960), para Lamorna, na Cornualha. Kate Westrup produziu pinturas a óleo e desenhos, muitas vezes de temas animais, e teve trabalhos exibidos na Royal Academy de Londres, no New English Art Club e em 1912 exibiu desenhos a giz de cães no Alpine Club. Ela contribuiu com ilustrações para o Punch Book of Hunting de 1914. Westrup foi nomeada membro associado da Society of Women Artists em 1923. No início dos anos 1920, com Ella Naper, Westrup fundou a Lamorna Pottery, que produzia uma variedade de cerâmicas e itens domésticos que eram vendidos em galerias locais e também em Manchester, Liverpool e outros lugares. A empresa fechou após a morte de Westrup, em 1928.